# Nacionalna Televizija Happy
Nacionalna Televizija Happy (także Happy) – serbski kanał telewizyjny o tematyce rozrywkowej. Został uruchomiony w 2002 roku.